# Communauté de communes Vitry, Champagne et Der
La communauté de Communes Vitry, Champagne et Der est une communauté de communes française, située dans le département de la Marne et la région Grand Est.

## Historique
La communauté de communes de Vitry-le-François est créée en 2002 et regroupe les communes de l’ancien district de Vitry-le-François, auxquelles s'ajoutent en 2007 celle de Soulanges.
Le 1er janvier 2013, les communautés de communes du Mont-Môret (4 communes), des Quatre-Vallées (11 communes) et de Vitry-le-François (18 communes) fusionnent pour former la communauté de communes Vitry, Champagne et Der. Celle-ci comprend également les communes de Couvrot et Margerie-Hancourt, qui jusqu'alors n'étaient pas membres d'une intercommunalité,, .

## Territoire communautaire

### Géographie
La communauté de communes est une des portes d’entrées du lac du Der et du vignoble champenois.
Le lac du Der, le plus grand lac artificiel d’Europe : 10 km dans sa plus grande longueur, 77 km de rivages, 4 800 ha offrant aux nombreux touristes les plaisirs de l’eau, de l’ornithologie et de la nature.
Le vignoble : 25 récoltants-manipulants, 300 ha AOC Champagne[Quand ?]. En 2015, 800 ha de vignes autour de Vitry-le-François.[réf. nécessaire]

### Composition
En 2022, la communauté de communes est composée des 35 communes suivantes :

| Nom                        | Code Insee | Gentilé          | Superficie (km2) | Population (dernière pop. légale) | Densité (hab./km2) |
| -------------------------- | ---------- | ---------------- | ---------------- | --------------------------------- | ------------------ |
| Vitry-le-François (siège)  | 51649      | Vitryats         | 6,45             | 11 349 (2022)                     | 1 760              |
| Ablancourt                 | 51001      | Blancourtiens    | 7,07             | 165 (2022)                        | 23                 |
| Arzillières-Neuville       | 51017      | Arzilliérois     | 12,23            | 326 (2022)                        | 27                 |
| Aulnay-l'Aître             | 51022      |                  | 8,36             | 176 (2022)                        | 21                 |
| Bignicourt-sur-Marne       | 51059      | Bignicourtois    | 2,83             | 373 (2022)                        | 132                |
| Blacy                      | 51065      | Blacycois        | 17,26            | 618 (2022)                        | 36                 |
| Blaise-sous-Arzillières    | 51066      | Blaisois         | 6,89             | 318 (2022)                        | 46                 |
| Bréban                     | 51084      | Brébanais        | 10,57            | 84 (2022)                         | 7,9                |
| Chapelaine                 | 51125      | Chaplaignats     | 9,19             | 50 (2022)                         | 5,4                |
| Châtelraould-Saint-Louvent | 51134      |                  | 16,91            | 253 (2022)                        | 15                 |
| La Chaussée-sur-Marne      | 51141      | Chausséens       | 22,05            | 764 (2022)                        | 35                 |
| Coole                      | 51167      |                  | 29,92            | 156 (2022)                        | 5,2                |
| Corbeil                    | 51169      | Corbeillats      | 9,72             | 99 (2022)                         | 10                 |
| Courdemanges               | 51184      | Courdemangeois   | 19,16            | 388 (2022)                        | 20                 |
| Couvrot                    | 51195      | Couvrotiers      | 8,05             | 796 (2022)                        | 99                 |
| Drouilly                   | 51220      | Drouillotins     | 2,43             | 144 (2022)                        | 59                 |
| Frignicourt                | 51262      | Frignicourtois   | 9,7              | 1 751 (2022)                      | 181                |
| Glannes                    | 51275      | Glanniats        | 13,1             | 184 (2022)                        | 14                 |
| Huiron                     | 51295      | Huironnais       | 13,28            | 302 (2022)                        | 23                 |
| Humbauville                | 51296      | Humbauvillois    | 16,85            | 75 (2022)                         | 4,5                |
| Lignon                     | 51322      | Lignonnais       | 7,5              | 119 (2022)                        | 16                 |
| Loisy-sur-Marne            | 51328      | Loisyats         | 14,07            | 1 114 (2022)                      | 79                 |
| Maisons-en-Champagne       | 51340      | Maisognats       | 29,14            | 551 (2022)                        | 19                 |
| Margerie-Hancourt          | 51349      |                  | 21,87            | 181 (2022)                        | 8,3                |
| Marolles                   | 51352      | Marollais        | 4,38             | 803 (2022)                        | 183                |
| Le Meix-Tiercelin          | 51361      | Mitiercignats    | 19,41            | 167 (2022)                        | 8,6                |
| Pringy                     | 51446      | Pringiaciens     | 15,34            | 432 (2022)                        | 28                 |
| Les Rivières-Henruel       | 51463      | Rivenrueliens    | 11,97            | 158 (2022)                        | 13                 |
| Saint-Chéron               | 51475      | Saint-Chéronnais | 9,16             | 63 (2022)                         | 6,9                |
| Saint-Ouen-Domprot         | 51508      | Saint-Oueniats   | 37,28            | 201 (2022)                        | 5,4                |
| Saint-Utin                 | 51520      | Utinois          | 10,17            | 72 (2022)                         | 7,1                |
| Sompuis                    | 51550      | Sompuyots        | 43,82            | 264 (2022)                        | 6                  |
| Somsois                    | 51551      | Somsoyats        | 21,31            | 192 (2022)                        | 9                  |
| Songy                      | 51552      | Songenats        | 15,06            | 267 (2022)                        | 18                 |
| Soulanges                  | 51557      | Soulangeois      | 12,37            | 457 (2022)                        | 37                 |

### Démographie
| 1968   | 1975   | 1982   | 1990   | 1999   | 2008   | 2013   | 2019   |
| ------ | ------ | ------ | ------ | ------ | ------ | ------ | ------ |
| 28 001 | 30 374 | 29 783 | 28 996 | 28 195 | 16 183 | 25 650 | 23 641 |

## Organisation

### Siège
La communauté de communes a son siège en l'hôtel de ville de Vitry-le-François.

### Élus
La communauté de communes est administrée par son conseil communautaire, composé pour la mandature 2020-2026 de  conseillers municipaux représentant chacune des  communes membres.
Au terme des élections municipales de 2020 dans la Marne, le conseil communautaire renouvelé a réélu en juillet 2020 son président, Jean-Pierre Bouquet, maire de Vitry-le-François, et désigné ses vice-présidents, qui sont, : 
1. Daniel Fontaine, conseiller municipal de Vitry-le-François ;
2. Jean-Pierre Formet, maire de Bignicourt-sur-Marne ;
3. Thierry Mouton, maire-adjoint de Vitry-le-François ;
4. Didier Noblet, maire de Marolles ;
5. Marylène Simonnet, maire de Saint-Chéron ;
6. Olivier Malou, maire de Humbauville ;
7. Patrick Lanternat, maire de Frignicourt ;
8. Christelle Colson, conseillère municipale de Vitry-le-François ;
9. Francis Passinhas, maire de Songy ;
10. René Mautrait, maire du Meix-Tiercelin ;
11. Romain Desanlis, maire de Loisy-sur-Marne ;
12. Olivier Delcombel, maire de Couvrot ;
13. Anna Reolon, maire-adjointe de Vitry-le-François.

Le bureau communautaire est constitué pour la mandature 2020-2026 du président, des 13 vice-présidents et de 5 autres membres.

### Liste des présidents
| Période                                  | Période                         | Identité            | Étiquette | Qualité                                                                                        |
| ---------------------------------------- | ------------------------------- | ------------------- | --------- | ---------------------------------------------------------------------------------------------- |
| Les données manquantes sont à compléter. |                                 |                     |           |                                                                                                |
| avant 2020                               | En cours (au 27 septembre 2022) | Jean-Pierre Bouquet | PS        | Administrateur territorial Maire de Vitry-le-François (2008 → ) Réélu pour le mandat 2020-2026 |

### Compétences
L'intercommunalité exerce les compétences qui lui ont été transférées par les communes membres, dans les conditions déterminées par le code général des collectivités territoriales. Il s'agit de : 
- Développement économique :
  - Aménagement, entretien et gestion de toutes les zones d'activités industrielles, commerciales, tertiaires, artisanales ou touristiques existantes et à créer.
  - Actions de développement économique conduites en régie directe ou par convention déléguée à un tiers
  - Développement et promotion touristique
  - Développement de l'éolien

- Aménagement :
  - Schéma de Cohérence Territoriale et de secteur
  - Soutien aux associations foncières ;
  - Création de zones d'aménagement concerté d'intérêt communautaire
  - Études stratégiques et d'aménagement visant à la constitution de réserves foncières à vocation communautaire
  - Détermination des zones de développement et d'aménagement de l'éolien

- Voirie :
  - Création, aménagement et entretien de voiries d'intérêt communautaire et de leurs équipements connexes
  - Les voies internes aux zones d'activités industrielles, commerciales, tertiaires, artisanales ou touristiques
  - Les voies communales reliant deux communes et d'intérêt stratégique pour le développement de la communauté de communes[8]
  - Les travaux connexes qui concernent directement les voiries d'intérêt communautaire : parking et stationnement connexes aux aménagements des voiries, l'éclairage public (dépenses de fonctionnement et d'investissement), les feux tricolores (dépenses de fonctionnement et d'investissement), la signalisation verticale et horizontale de droit commun (c'est-à-dire hormis la signalisation relative à des arrêtés municipaux spécifiques), les réseaux d'eaux pluviales (dépenses de fonctionnement et d'investissement)
  - Instauration d'une participation aux voiries et réseaux (P.V.R.)
  - Définition du mode de calcul et d'évaluation des PVR

- Urbanisme : Instruction des autorisations d'occupation des sols des communes membres :
  - étude technique des dossiers relatifs aux permis de construire, de lotir, de démolir et à toute autre autorisation d'urbanisme (consultation et archivage des dossiers dans la commune concernée ; délivrance de l'autorisation incombant toujours au maire de la commune concernée sous sa responsabilité et au nom de sa commune)
  - Système d'information géographique (S.I.G.) : base de données partagée relative au cadastre, réseaux, occupation des sols des communes membres

- Protection et mise en valeur de l'environnement : 
  - Élimination et valorisation des déchets des ménages et déchets assimilés
    - Création, gestion et entretien des points et des plates-formes d'apport volontaire de déchets et de l'aire de compostage
    - Propreté de l'ensemble des voiries des zones habitées

  - Création et entretien des espaces verts de l'ensemble des communes membres
  - Entretien des terrains sportifs et des aires de jeux et leurs équipements (buts…) à l'exclusion des bâtiments (vestiaires…)
  - Assainissement :
    - étude et réalisation de tous ouvrages,
    - gestion des installations d'assainissement collectif et fonctionnement du Service public d'assainissement non collectif (SPANC) dans son contrôle des installations d'assainissement autonome existantes ou à créer

  - Eau :
    - Étude et réalisation des réseaux d'alimentation, gestion des installations et de la distribution
    - aménagement hydraulique des rivières et des cours d'eau

  - Démoustication

- Culture : Participation à des actions de développement culturel sur le territoire de la communauté de communes

- Transport ;  étude et réalisation de réseaux de transports en commun

- Équipements sportifs ; gestion, dépenses de fonctionnement et d'investissement des équipements sportifs d'intérêt communautaire[9]

- Habitat et logement : 
  - Programme local de l'habitat,
  - Conférence du logement,
  - Opération programmée d'amélioration de l'habitat

- Incendie : 
  - Contribution au S.D.I.S.,
  - Conventions concernant l'implantation ou l'entretien de dispositifs de lutte contre l'incendie entre la communauté de communes et les communes membres

- Opérations sous mandat : Opérations pouvant être exécutées pour le compte de collectivités non-membres de la communauté de communes de Vitry-le-François (communes, conseil général, conseil régional, établissements publics de coopération intercommunale, etc.)

- Nouvelles technologies de l'information et de la communication : aménagement numérique, mise en place du haut débit sur le territoire intercommunal (études et travaux)

- Cuisine centrale

### Régime fiscal et budget
La communauté de communes est un établissement public de coopération intercommunale à fiscalité propre.
Afin de financer l'exercice de ses compétences, l'intercommunalité perçoit la fiscalité professionnelle unique (FPU) – qui a succédé à la taxe professionnelle unique (TPU) – et assure une péréquation de ressources entre les communes résidentielles et celles dotées de zones d'activité.
Elle perçoit également une redevance spéciale déchets ménagers et assimilé, qui finance le fonctionnement de ce service public, et bénéficie d'une bonification de la dotation globale de fonctionnement. 
Elle ne reverse pas de dotation de solidarité communautaire (DSC) à ses communes membres.

## Projets et réalisations
Conformément aux dispositions légales, une communauté de communes a pour objet d'associer des « communes au sein d'un espace de solidarité, en vue de l'élaboration d'un projet commun de développement et d'aménagement de l'espace ».

## Identité visuelle

1er logo de la communauté de communes.
Logo jusqu'en 2013.
Logo à partir de février 2013.

## Annexe